# Contea di Grant (Virginia Occidentale)
La contea di Grant (in inglese Grant County) è una contea dello Stato della Virginia Occidentale, negli Stati Uniti. La popolazione al censimento del 2000 era di 11 299 abitanti. Si trova nel panhandle orientale dello stato e il capoluogo di contea è Petersburg.